# Hilter am Teutoburger Wald

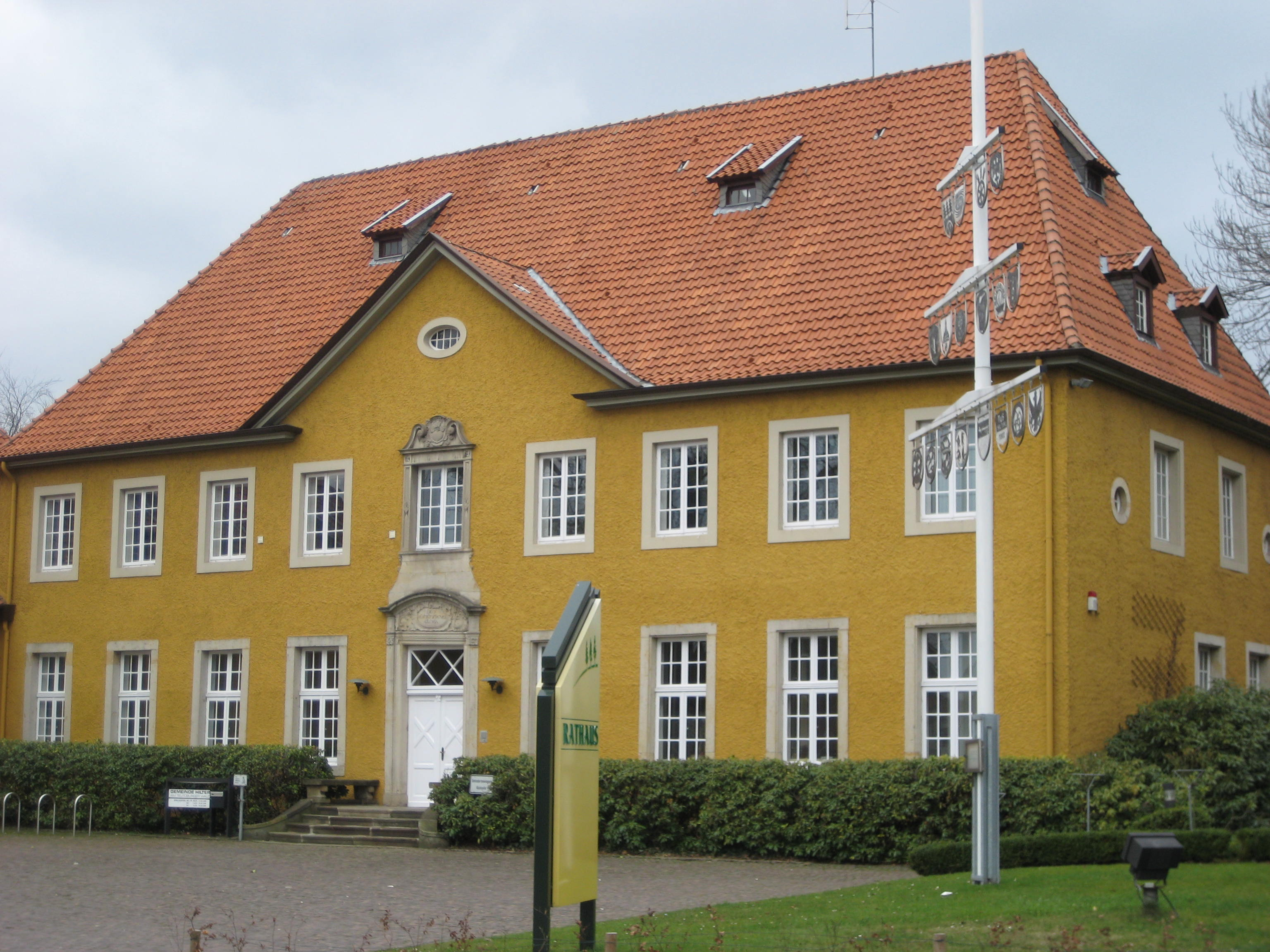
Rathaus mit Vereinsbaum

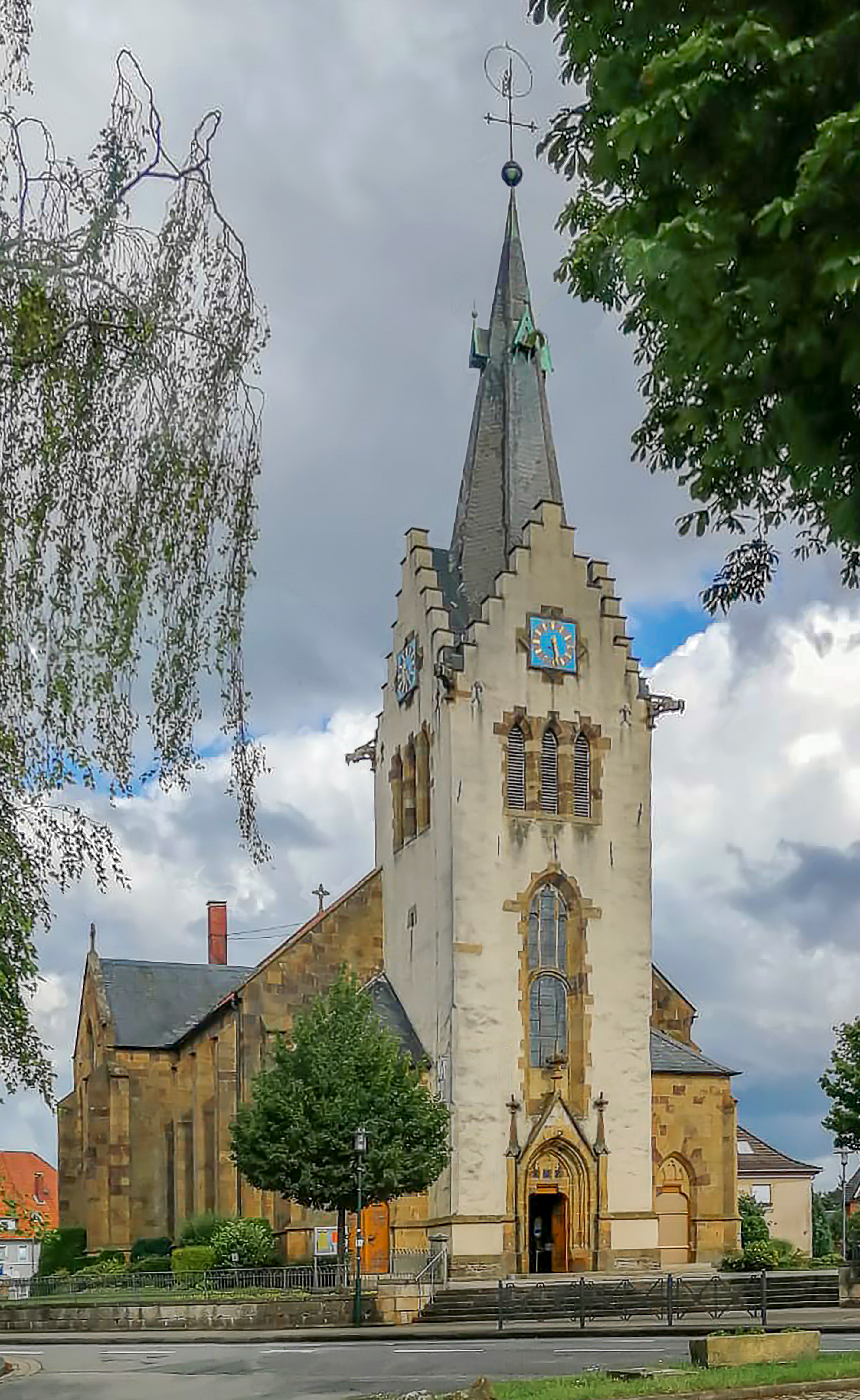
Die Evangelisch-lutherische Kirche St. Johannes der Täufer

Hilter am Teutoburger Wald (Hilter a.T.W.) ist eine Gemeinde im Süden des Landkreises Osnabrück in Niedersachsen.

## Herkunft des Namens
Zum Namen gibt es verschiedene Interpretationen. Zum einen heißt es, im Namen Hilter sei als Grundwort ter enthalten. Damit sei ein auf einer Wurzel stehender Baum oder Strauch gemeint. Das alte Helderi bedeute etwa: der Ort, in dem Fliederbäume stehen. Es gibt aber auch folgende Version: Vorsilbe Hil = Helle (Hiele) = Berghöhe, verwandt mit Hüls, hils = Berg; tere bedeute grünender Baum (siehe oben). Hilter wäre dann das „Dorf an der grünenden Waldhöhe“.

## Geographie

### Geographische Lage
Hilter liegt im westlichen Teutoburger Wald. Höchste Erhebung ist der Hohnangel (262 m) im Südosten des Gemeindegebiets. Teilweise zum Gebiet Hilters gehört der Limberg, an dem 1910 der Zeppelin LZ 7 „Deutschland“ abstürzte. Dort wurde in der Zeche Hilterberg zwischen 1885 und 1903 Kohle abgebaut.

### Nachbargemeinden
Hilter grenzt
- im Norden an Georgsmarienhütte und Bissendorf
- im Osten an Melle
- im Süden an Dissen, Bad Rothenfelde und Bad Laer
- im Westen an Bad Iburg

### Gemeindegliederung
Gemeindeteile und Einwohnerzahlen:
- Allendorf (191)
- Borgloh (1782)
- Ebbendorf (702)
- Eppendorf (256)
- Hankenberge (653)
- Hilter (5011) – Sitz der Gemeindeverwaltung
- Natrup (in der Einwohnerzahl von Hilter enthalten)
- Uphöfen (185)
- Wellendorf (1528)

(Stand: 2020)

## Geschichte
Der Ort Borgloh wurde 1068 erstmals urkundlich genannt; die erste Erwähnung Hilters stammt aus dem Jahr 1144.
Am 1. Oktober 2001 wurden Hilter und Remsede von einem Tornado heimgesucht, schon im August 2001 hatte im nahen Belm ein Tornado gewütet.

### Eingemeindungen
Am 1. April 1937 wurde die Gemeinde Natrup-Hilter nach Hilter eingemeindet. Am 1. Juli 1970 entstand die Gemeinde Borgloh durch den Zusammenschluss der Gemeinden Allendorf, Borgloh-Wellendorf, Ebbendorf, Eppendorf und Uphöfen. Am 1. Juli 1972 wurde diese Gemeinde zusammen mit Hankenberge in die Gemeinde Hilter am Teutoburger Wald eingegliedert.

### Einwohnerentwicklung

Bevölkerungsentwicklung in Hilter seit 1987

Die folgende Übersicht zeigt die Einwohnerzahlen von Hilter im jeweiligen Gebietsstand und jeweils am 31. Dezember.
Bei den Zahlen handelt es sich um Fortschreibungen des Landesbetriebs für Statistik und Kommunikationstechnologie Niedersachsen auf Basis der Volkszählung vom 25. Mai 1987.
Bei den Angaben aus den Jahren 1961 (6. Juni) und 1970 (27. Mai) handelt es sich um die Volkszählungsergebnisse einschließlich der Orte, die am 1. Juli 1972 eingegliedert wurden.
| Jahr | Einwohner |
| ---- | --------- |
| 1961 | 7.443     |
| 1970 | 8.275     |
| 1987 | 8.614     |
| 1990 | 8.908     |
| 1995 | 9.640     |
| 2000 | 9.957     |
| 2005 | 10.174    |
| 2010 | 10.228    |
| 2011 | 10.267    |
| 2015 | 10.243    |
| 2017 | 10.383    |
| 2018 | 10.361    |

## Politik

### Gemeinderat
Der Gemeinderat hat gegenwärtig 26 Mitglieder aus fünf Parteien oder Gruppen. Dies ist die festgelegte Anzahl für eine Gemeinde mit einer Einwohnerzahl zwischen 10.001 und 11.000 Einwohnern. Die Ratsmitglieder werden durch eine Kommunalwahl für jeweils fünf Jahre gewählt. Hinzu kommt der Bürgermeister als stimmberechtigtes Mitglied des Rates.
Die folgende Tabelle zeigt die Kommunalwahlergebnisse seit 1996.
| 2021–2026 | 46,9 | 12 | 31,4 | 8 | 11,9 | 3 | 5,7  | 2 | 4,2 | 1 | –   | – | – | – | 100 | 26 | 56,69 |
| 2016–2021 | 55,4 | 13 | 30,0 | 7 | 7,7  | 2 | 6,93 | 2 | –   | – | –   | – | – | – | 100 | 24 | 56,31 |
| 2011–2016 | 50,7 | 13 | 31,7 | 7 | 9,0  | 2 | 4,7  | 1 | 3,7 | 1 | –   | – | – | – | 100 | 24 | 53,4  |
| 2006–2011 | 50,9 | 13 | 34,8 | 8 | 3,7  | 1 | 2,9  | 1 | 5,3 | 1 | 2,3 | 0 | – | – | 100 | 24 | 61,8  |
| 2001–2006 | 57,5 | 15 | 33,3 | 8 | 3,7  | 0 | –    | – | 5,6 | 1 | –   | – | – | – | 100 | 24 | 60,6  |
| 1996–2001 | 53,1 | 14 | 33,5 | 9 | 4,7  | 1 | 3,5  | 0 | 5,1 | 1 | –   | – | – | – | 100 | 25 | 71,0  |
| Prozentanteile gerundet. Quellen: Landesbetrieb für Statistik und Kommunikationstechnologie Niedersachsen, Landkreis Osnabrück, Gemeinde Hilter. Bei unterschiedlichen Angaben in den genannten Quellen wurden die Daten des Landesbetrieb für Statistik und Kommunikationstechnologie verwendet, da diese eine insgesamt höhere Plausibilität aufweisen. |      |    |      |   |      |   |      |   |     |   |     |   |   |   |     |    |       |

### Bürgermeister
| Zeitraum        | Bürgermeister                   | Wahl |
| --------------- | ------------------------------- | --- |
| bis 10/1981     | Josef Stegmann (CDU)            | Er war von 07/1972 bis 10/1981 als ehrenamtlicher Bürgermeister tätig.                                                                      |
| bis 10/1991     | Franz Biesenkamp (CDU)          | Er war von 11/1981 bis 10/1991 als ehrenamtlicher Bürgermeister tätig.                                                                      |
| bis 10/2006     | Hans Bußmann (CDU)              | Er war seit 11/1991 als ehrenamtlicher und ab 1. Mai 1997 als hauptamtlicher Bürgermeister tätig.                                           |
| 11/2006–03/2013 | Wilhelm Wellinghaus (parteilos) | Er ging aus einer Stichwahl am 24. September 2006 als Sieger hervor.                                                                        |
| seit 4/2013     | Marc Schewski (CDU)             | Er ging bei der Bürgermeisterwahl am 20. Januar 2013 als Sieger hervor und wurde am 8. November 2020 mit 94,05 % der Stimmen wiedergewählt. |

## Kultur und Sehenswürdigkeiten
siehe auch: Liste der Baudenkmale in Hilter am Teutoburger Wald

### Bauwerke
Westlich des Ortsteils Borgloh steht ein 1961 errichteter Wasser- und Aussichtsturm.
Im Ortsteil Hilter steht die Johannes-der-Täufer-Kirche. Die Pfarrkirche der Ev.-luth. Kirchengemeinde wurde von 1857 bis 1859 im neugotischen Stil nach Plänen des Architekten Conrad Wilhelm Hase errichtet.

### Regelmäßige Veranstaltungen
Zwei Wochen nach Ostern findet in jedem Jahr das Frühlingskonzert des Blasorchesters Borgloh statt.
Jedes Jahr im August veranstaltet der MSC Osnabrück am Uphöfener Berg in Hilter-Borgloh das Osnabrücker Bergrennen.
Jedes Jahr im Oktober findet der Ockermarkt statt. Dann ist die Ortsdurchfahrt gesperrt und als Ockermeile den Fußgängern vorbehalten. Lokale Gruppen wie die Freiwillige Feuerwehr Hilter, der Männergesangverein und auch das überregional bekannte Teufelsquartett sind hier vertreten.

## Infrastruktur und Wirtschaft

### Wirtschaft

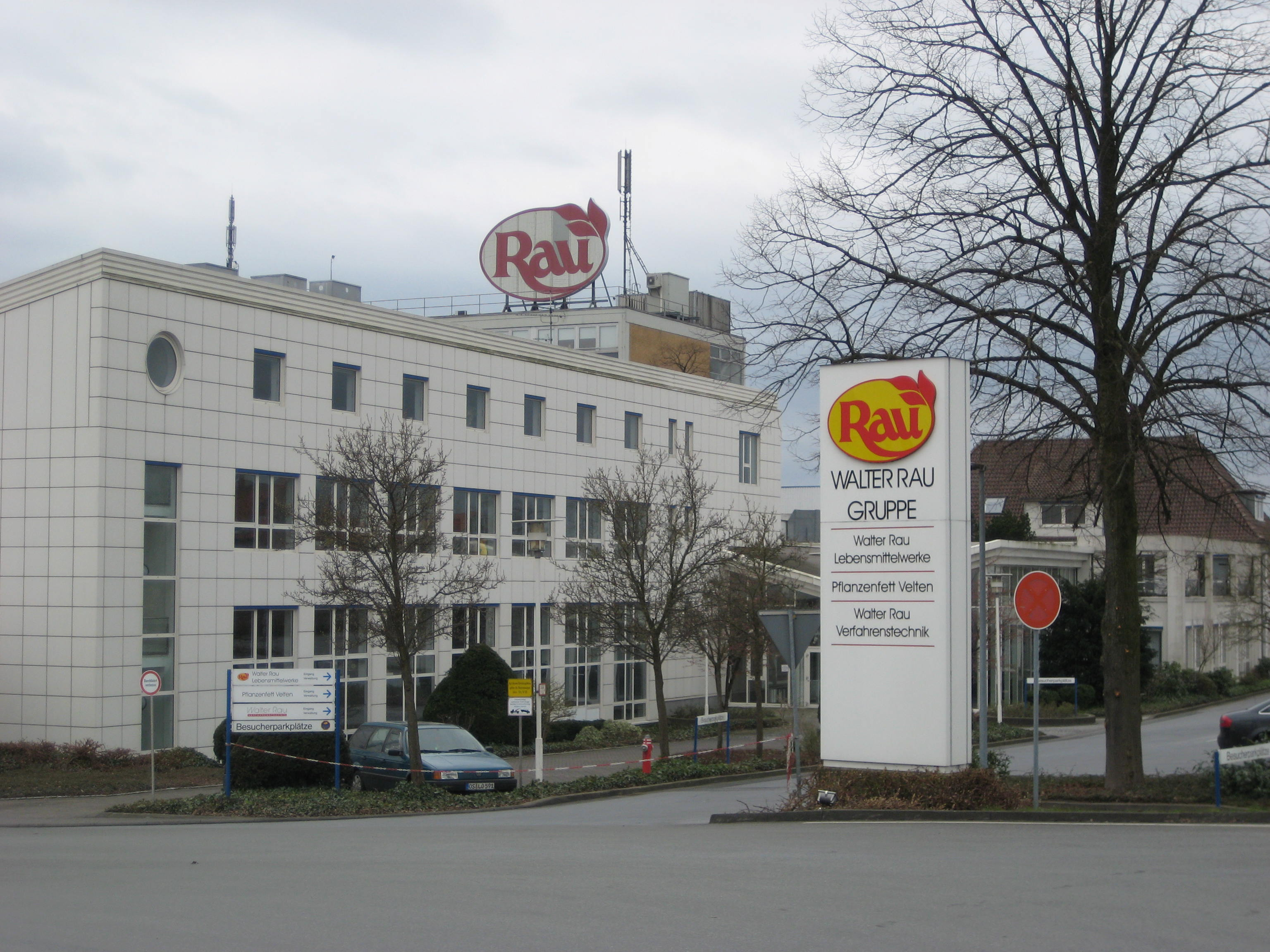
Produktionsstätte der Walter Rau Lebensmittelwerke

Im frühen 18. Jahrhundert war Steinkohlebergbau der bedeutendste Erwerbszweig in Hilter. Er wurde vom Osnabrücker Fürstbischof Ernst August II. gefördert. In Hilter wurde außerdem das Hilter Ocker abgebaut. 1903 gründete Walter Rau, der den örtlichen Meierhof gekauft hatte, die Walter Rau Lebensmittelwerke. Das Unternehmen der Lebensmittelindustrie wurde im Februar 2008 vom US-amerikanischen Bunge-Konzern übernommen. Noch immer spielt in Hilter die Landwirtschaft eine bedeutende Rolle; von der Gesamtfläche der Gemeinde werden 56,3 Prozent landwirtschaftlich genutzt.

### Verkehr

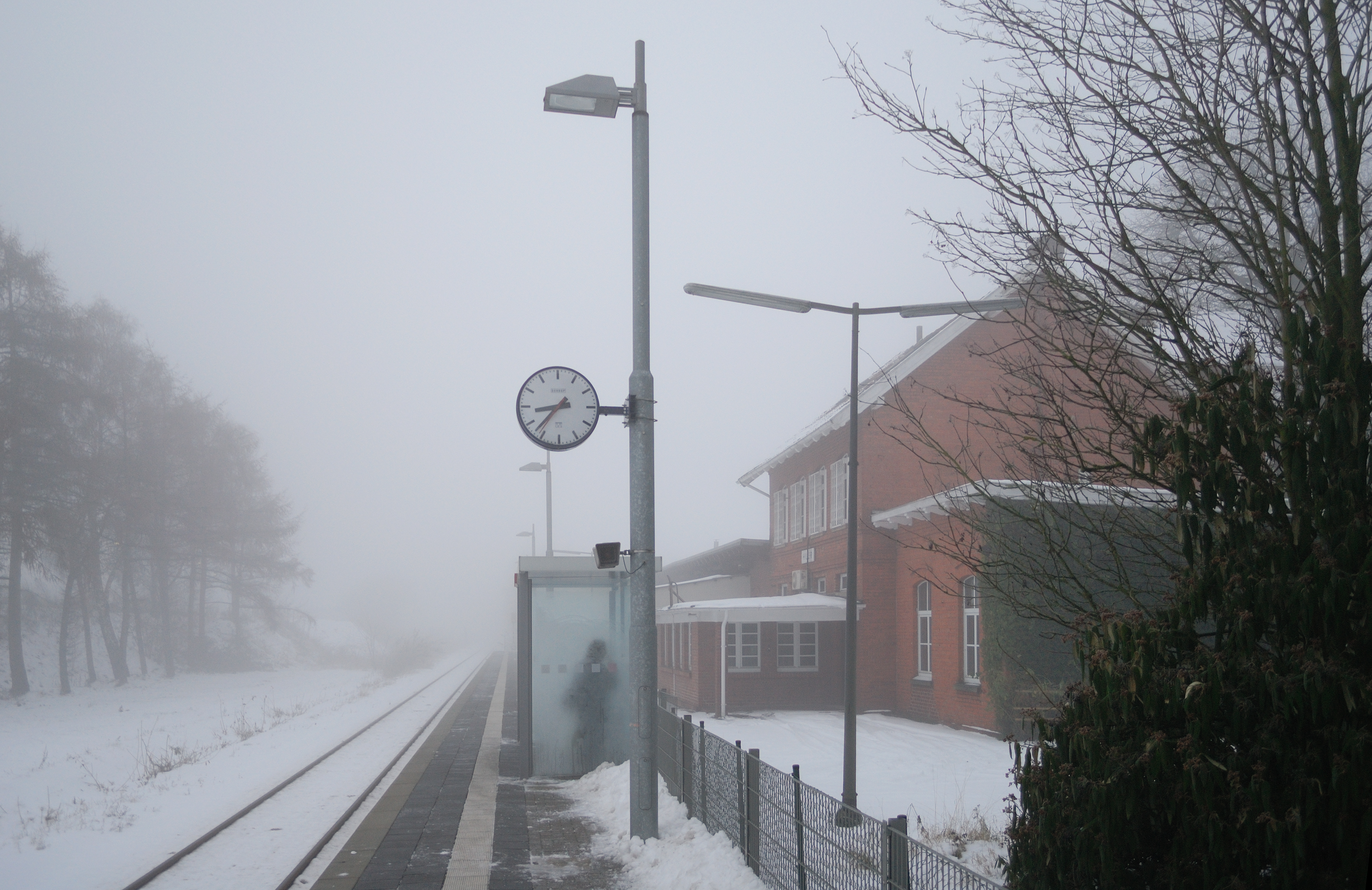
Bahnhof

Hilter ist über die Bundesautobahn A 33, die das Ortsgebiet in Nord-Süd-Richtung durchquert, an das Fernstraßennetz angebunden. Weiter führt durch den Ort die Landesstraße 756 (ehemalige Bundesstraße 68).
Der Haltepunkt Hilter und der Bahnhof Wellendorf liegen an der Bahnstrecke Brackwede–Osnabrück, auf der im Stundentakt die Regionalbahnlinie RB 75 „Haller Willem“ zwischen Bielefeld und Osnabrück verkehrt. Die Linie wird von der NordWestBahn mit Talent-Dieseltriebwagen betrieben. Es bestand auch die Bahnstation Hankenberge, die bei Wanderern sehr geschätzt war, weil sie auf dem Kamm des Teutoburger Waldes lag und zu den höchstgelegenen Bahnstationen im Nordwesten Deutschlands gehörte.
Ein Regionalbuslinie verbindet Hilter mit Dissen, Bad Rothenfelde, Georgsmarienhütte und Osnabrück.
Für den Busverkehr im Landkreis Osnabrück gilt der Tarif der Verkehrsgemeinschaft Osnabrück (VOS). Im „Haller Willem“ kann der Verbundtarif VOS-Plus und in Richtung Bielefeld ein Übergangstarif zum Westfalentarif (begrenzt auf das Netz „TeutoOWL“ der OWL Verkehr GmbH bis Bielefeld) genutzt werden.

## Persönlichkeiten

### Söhne und Töchter der Gemeinde
- Heinrich Struck (1825–1902), Direktor des Reichsgesundheitsamtes  und Leibarzt von Otto von Bismarck
- Karl Ahrens (1924–2015), Politiker (SPD) und Bundestagsabgeordneter
- Irmgard Vogelsang (1946–2019), Politikerin (CDU), Abgeordnete des niedersächsischen Landtags
- Dirk Konerding (* 1969), Fußballspieler und U16-Nationalspieler

### Personen, die mit der Gemeinde in Verbindung stehen
- Gustav Lemke (1897–?), NSDAP-Ortsgruppenleiter, Bürgermeister und später Landrat
- Wolfgang Seegrün (1934–2024), Historiker und römisch-katholischer Theologe; 1966 Pastor in Hilter
- Wurst-Achim (1959/60–2023), Marktschreier
- Robin Schulz (* 1987), Musiker und Produzent